# موج‌های آکوستیک سطحی
موج‌های آکوستیک سطحی (به انگلیسی: Surface Acoustic Wave-SAW) از دسته موج‌هایی فشاری (مکانیکی)‌اند. این گونه از موج‌ها نیاز به یک محیط جامد کشسان برای انتقال نیاز دارند. معمولاً از مواد پیزوالکتریک (که نوعی جامد کشسان است) برای این انقال این موج‌ها استفاده می‌شود. موج‌های آکوستیک سطحی باعث به وجود آمدن یک میدان مغناطیسی در مواد پیزو الکتریک می‌شود. این توانایی کاربرد بسیار زیادی در زمینهٔ مخابرات و پردازش سیگنال‌ها دارد.

## فیلترهای آکوستیک سطحی
این نوع فیلترها برای پردازش سیگنال‌های الکترونیکی استفاده می‌شوند. یک نوع ساده از این فیلترها از دو ترانزدیوسر ایتردیجیتال (Interdigital Transducer-IDT) تشکیل می‌شود که بر روی یک بستر پیزوالکتریک قرار گرفته. یکی از این ترانزدیوسرها به عنوان فرستنده عمل می‌کند که در وجود یک ولتاژ الکتریکی موج‌های مکانیکی (آکوستیک) تولید می‌کند و دیگری به عنوان دریافت‌کننده این موج‌ها کار می‌کنند و موج دریافتی را به یک سیگنال الکترونیکی برمی‌گرداند. برای بررسی ماهیت این موج‌ها از پاسخ فرکانسی(Frequency response) و ضربانی(Impulse response) استفاده می‌شود که می‌توان به دو رابطهٔ پایین اشاره کرد.
{\displaystyle h(t)=\int _{-\infty }^{+\infty }dfH(f)e^{+\jmath .2.\pi .f.t}}
{\displaystyle H(t)=\int _{-\infty }^{+\infty }dth(f)e^{-\jmath 2\pi ft}}

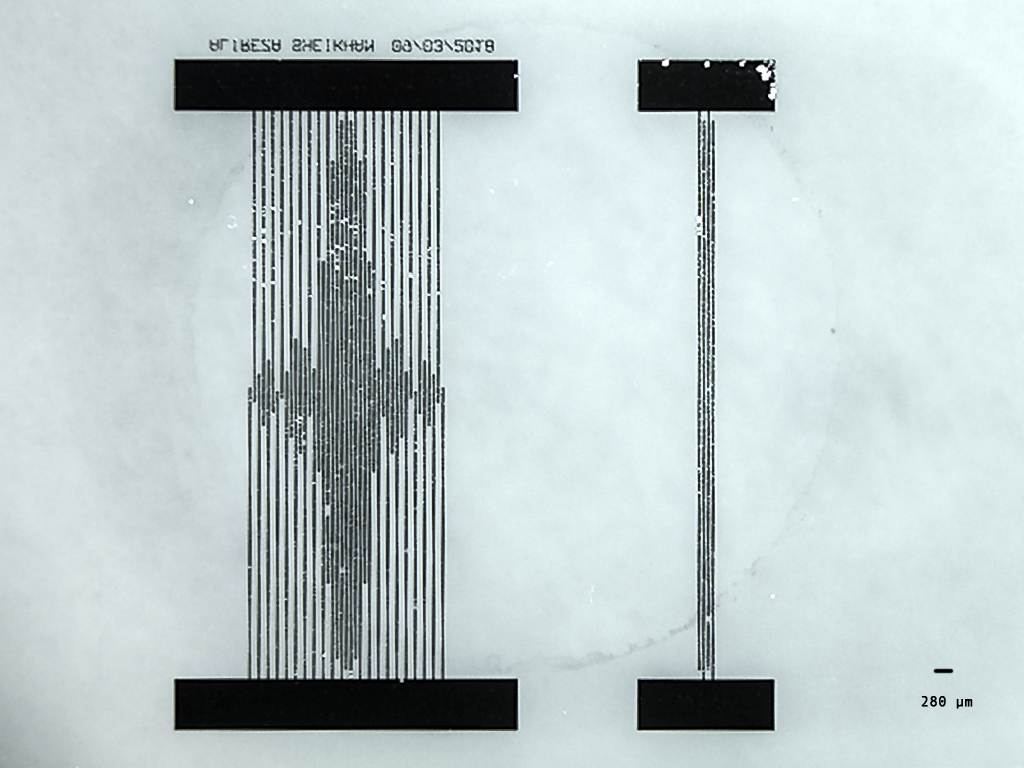
یک فیلتر میان گذر یا Band-pass

یکی از این نوع فیلترها فیلتر میان‌گذر یا بند-پس است که در تصویر زیر به نمایش گذاشته شده‌است.